# Lögdö bruksförsamling
Lögdö bruksförsamling var en bruksförsamling inom Svenska kyrkan, belägen i Härnösands stift och nuvarande Timrå kommun. Församlingen uppgick 1932 i Hässjö församling.

## Administrativ historik
Församlingen bildades 1687 som bruksförsamling vid Lögdö bruk genom en utbrytning ur Hässjö församling. 1932 återgick den till Hässjö församling.
Församlingskyrka var Lögdö kyrka.

## Befolkningsutveckling
| Befolkningsutvecklingen i Lögdö bruksförsamling 1800–1850                                                   | Befolkningsutvecklingen i Lögdö bruksförsamling 1800–1850 | Befolkningsutvecklingen i Lögdö bruksförsamling 1800–1850 | Befolkningsutvecklingen i Lögdö bruksförsamling 1800–1850 | Befolkningsutvecklingen i Lögdö bruksförsamling 1800–1850 |
| --- | --------------------------------------------------------- | --------------------------------------------------------- | --------------------------------------------------------- | --------------------------------------------------------- |
| |                                                           |                                                           |                                                           |                                                           |
| År |                                                           |                                                           | Folkmängd                                                 |                                                           |
| 1800 | 1800                                                      |                                                           | 385                                                       |                                                           |
| 1810 | 1810                                                      |                                                           | 348                                                       |                                                           |
| 1820 | 1820                                                      |                                                           | 375                                                       |                                                           |
| 1830 | 1830                                                      |                                                           | 424                                                       |                                                           |
| 1840 | 1840                                                      |                                                           | 409                                                       |                                                           |
| 1850 | 1850                                                      |                                                           | 504                                                       |                                                           |
| Anm: Tabellen avser Lögdö och Lagfors bruksförsamlingar. Källor: Umeå universitet - Tabellverket 1749-1859. |                                                           |                                                           |                                                           |                                                           |